# Culex seldeslachtsi
Culex seldeslachtsi är en tvåvingeart som beskrevs av Wolfs 1947. Culex seldeslachtsi ingår i släktet Culex och familjen stickmyggor. Inga underarter finns listade i Catalogue of Life.